# Méry-sur-Seine
Méry-sur-Seine je naselje in občina v severnem francoskem departmaju Aube regije Šampanja-Ardeni. Leta 1999 je naselje imelo 1.326 prebivalcev.

## Geografija
Naselje leži v pokrajini Šampanji ob reki Seni in vodnem kanalu, ki povezuje Seno z reko Aube, 30 km severozahodno od središča departmaja Troyesa.

## Uprava
Méry-sur-Seine je sedež istoimenskega kantona, v katerega so poleg njegove vključene še občine Bessy, Boulages, Champfleury, Chapelle-Vallon, Charny-le-Bachot, Châtres, Chauchigny, Droupt-Saint-Basle, Droupt-Sainte-Marie, Étrelles-sur-Aube, Fontaine-les-Grès, Les Grandes-Chapelles, Longueville-sur-Aube, Mesgrigny, Plancy-l'Abbaye, Prémierfait, Rhèges, Rilly-Sainte-Syre, Saint-Mesmin, Saint-Oulph, Salon, Savières, Vallant-Saint-Georges in Viâpres-le-Petit z 9.138 prebivalci.
Kanton je sestavni del okrožja Nogent-sur-Seine.
1. ↑  »Populations légales 2016«. Nacionalni inštitut za statistične in gospodarske raziskave. Pridobljeno 25. aprila 2019.